# 彩乃木崇之
彩乃木 崇之（あやのぎ たかゆき、1961年9月25日 - ）は、日本の男性俳優、声優、演出家。

## 来歴・人物
鳥取県出身。文学座を経て、東京グローブ座のグローブ座カンパニーに1991年の創設当初より参加、現在アカデミック・シェイクスピア・カンパニー（ASC）（1996年創立）代表、私設の演劇塾“あやのぎ塾”塾長。桐朋学園大学短期大学部（現桐朋学園短期大学）芸術科演劇専攻卒業。
アカデミック・シェイクスピア・カンパニーならびにグローブ座カンパニー公演におけるシェイクスピア作品への出演ならびに演出は、20演目以上50公演余り。
声優としての活動もあり、鳥取県出身ということもありアニメ『南国少年パプワくん』では鳥取弁を話すキャラクター・忍者トットリを担当した。このキャラクターは「だっちゃわいや」が口癖であるが、これは尺が足りなかったために苦し紛れで発した彩乃木の造語である。実際の鳥取弁では「だっちゃ」と「わいや」はそれぞれ独立して語尾に使用するため現実にはない用法であるが、原作者の柴田亜美に受け、原作漫画でも取り入れられた。

## 演出作品
- アカデミック・シェイクスピア・カンパニー全公演の演出ならびに監修。
- プッチーニ作曲 オペラ『トスカ』『ラ・ボエーム』『蝶々夫人』
- 創作オペラ 2作品

他

## 出演作品

### 舞台
- 文学座公演
  - 『オセロー』
  - 『マリウス』
  - 『近松女敵討』
- 地人会公演
  - 『土曜・日曜・月曜』
  - 『夢・桃中軒牛衛門の』
- 無名塾公演
  - 『シラノ・ド・ベルジュラック』
- オペラ『ホフマン物語』（東急Bunkamura杮落とし）
- ミュージカル『ポタージュ・ナイト』
- グローブ座カンパニー公演
  - 『ジュリアス・シーザー』
  - 『ハムレット』
  - 『マクベス』
  - 『ロミオとジュリエット』
  - 『ヴェニスの商人』
  - 『お気に召すまま』
  - 『じゃじゃ馬ならし』
  - 『から騒ぎ』
  - 『夏の夜の夢』
  - 『テンペスト』
- アカデミック・シェイクスピア・カンパニー（ASC）のほぼ全公演。
代表作と役柄
  - 『ハムレット』ハムレット役、
  - 『リア王』リア王役
  - 『マクベス』マクベス役
  - 『オセロー』イアーゴー役
  - 『リチャード三世』リチャード三世役
  - 『ジュリアス・シーザー』キャシアス役
  - 『夏の夜の夢』パック役

### テレビアニメ
1992年
- 少年アシベ2
- 南国少年パプワくん（1992年 - 1993年、トットリくん）
- ファンタジーアドベンチャー 長靴をはいた猫の冒険

2004年
- 銀河鉄道物語（フィーレ）
- ケロロ軍曹（ニュースアナウンサー）
- サムライチャンプルー（永富組子分）
- 爆裂天使（子分、モニターマン）

2006年
- シルクロード少年 ユート（使者）

2008年
- 魍魎の匣（下僕）

2010年
- COBRA THE ANIMATION（運転手）

### OVA
- 世界の光 親鸞聖人（智明房）
- 南国少年パプワくん星降る夜に会いましょう（忍者トットリ）

### 劇場アニメ
- どすこい!わんぱく土俵（鳴戸親方）

### 吹き替え
- WITHOUT A TRACE/FBI 失踪者を追え!
- コールドケース6、7
- ネバー・サレンダー 肉弾凶器
- パンチドランク・ラブ
- ビッグママ・ハウス2（カサール）
- 碧血剣（李自成、洞玄）
- UC:アンダーカバー特殊捜査班
- リゾーリ&アイルズ ヒロインたちの捜査線

### ドラマCD
- GファンタジーコミックCDコレクション ファイアーエムブレム暗黒竜と光の剣（兵士）

- 少年ガンガンコミックCDコレクション33 『鋼の錬金術師』Vol.3 ～咎人たちの傷跡～（バローナの住人）